# Adoretus senegallius
Adoretus senegallius är en skalbaggsart som beskrevs av Dufour 1821. Adoretus senegallius ingår i släktet Adoretus och familjen Rutelidae. Inga underarter finns listade i Catalogue of Life.